# Acalypha dikuluwensis
Acalypha dikuluwensis là một loài thực vật có hoa trong họ Đại kích. Loài này được P.A.Duvign. & Dewit mô tả khoa học đầu tiên năm 1963. Loài này hiện nay đã tuyệt chủng (Theo Sách Đỏ)